# 森特尼尔 (科罗拉多州)
森特尼尔（英語：Centennial），是美国科罗拉多州阿拉珀霍县下属的一座城市。建市于2001年2月7日，面积大约为28.869平方英里（74.771平方公里）。根据2010年美国人口普查，该市有人口100,377人。2011年估计该市有人口102,603人，相比2010年人口增长率为2.22%。同时，论人口该市是科罗拉多州第10大城市。

## 教育
櫻桃溪學區營運学校。